# Pierre Macherey
Pierre Macherey (* 17. Februar 1938 in Belfort) ist ein französischer Philosoph und Schüler von Louis Althusser. 

## Leben und Werk
Nach einer Ausbildung am Lycée Louis-le-Grand in Paris wurde Macherey 1958 an der dortigen École normale supérieure aufgenommen. Zusammen mit Étienne Balibar und Jacques Rancière besuchte er das Seminar von Louis Althusser über Das Kapital von Karl Marx, beteiligte sich infolgedessen am Kollektivwerk Das Kapital lesen und wurde so zu einem Vordenker des Strukturalismus. Von 1963 bis 1965 unterrichtete Macherey Mathematik an einem vorbereitenden Institut für die Militärschule Saint-Cyr.
Macherey ist der Autor einer Habilitationsschrift mit dem Titel: „A quoi pense la littérature ?“ (1991) („Woran denkt Literatur?“). Seine Arbeit Philosophie und Politik bei Spinoza, die er 1961 einreichte, wurde von Georges Canguilhem beaufsichtigt. Macherey verfasste zudem mehrere Werke über Baruch de Spinoza, darunter einen fünfbändigen Kommentar zu dessen Ethik.
1992 erhielt Macherey eine Professur an der Universität von Lille, an der er 2003 emeritiert wurde.

## Veröffentlichungen (Auswahl)
- Pierre Macherey, Louis Althusser, Jacques Rancière: Lire Le Capital. Teil I, 1965.
  - deutsch: Louis Althusser et al.: Das Kapital lesen, Münster 2015 ISBN 978-3-89691-952-6.
- Pour une théorie de la production littéraire. Maspéro, 1966 Volltext
- Hegel ou Spinoza. Maspéro, 1977 (neue Auflage: La Découverte, 2004).
  - englisch:  Hegel or Spinoza. University of Minnesota Press, 2011. ISBN 978-0-8166-7741-2
  - deutsch: Hegel oder Spinoza. Turia + Kant, Wien/Berlin 2019. ISBN 978-3-85132-951-3.
- Pierre Macherey, Jean-Pierre Lefebvre: Hegel et la société. Presses Universitaires de France (PUF), Paris 1984, ISBN 2-13-038797-7.
- Comte. La philosophie et les sciences. PUF, 1989.
- A quoi pense la littérature ?. PUF, 1990.
- Avec Spinoza (Etudes sur la doctrine et l’histoire du spinozisme). PUF, 1992.
- Introduction à l’Ethique de Spinoza. (5 Bände), PUF, 1994–1998.
- Histoires de dinosaure. Faire de la philosophie. 1965/1997. PUF, 1999.